# Дорожный патруль Алабамы
Дорожный патруль Алабамы (ДПА) — де-факто полиция штата в Алабаме, которая имеет юрисдикцию по всей территории штата. ДПА был создан в 1936 году и с этого момента при исполнении своих обязанностей погибло 29 его сотрудников. Патруль подчиняется Департаменту общественной безопасности Алабамы, который в свою очередь подчиняется Алабамскому правоохранительному агентству.

## Структура званий
Департамент общественной безопасности Алабамы включает в себя следующие звания:
| Звание                            | Шеврон |
| --------------------------------- | ------ |
| Директор(Полковник)               |        |
| Помощник директора (Подполковник) |        |
| Шеф полиции (Майор)               |        |
| Капитан                           |        |
| Лейтенант                         |        |
| Сержант                           |        |
| Капрал                            |        |
| Офицер                            |        |